# 2014年冬季奧林匹克運動會土耳其代表團
2014年冬季奧林匹克運動會土耳其代表團是土耳其派出的2014年冬季奧林匹克運動會代表團，共有六名運動員參與三項目賽事。

## 外部連結
- Turkey at the 2014 Winter Olympics（页面存档备份，存于）